# Oenopota pyramidalis
Oenopota pyramidalis är en snäckart som först beskrevs av Strom 1788.  Oenopota pyramidalis ingår i släktet Oenopota och familjen kägelsnäckor. Inga underarter finns listade i Catalogue of Life.